# Małgorzata Motylow
Małgorzata Motylow (ur. 9 lipca 1964 w Chełmie) – polska kontroler i urzędniczka państwowa, w latach 2019–2023 wiceprezes Najwyższej Izby Kontroli.

## Życiorys
Ukończyła Liceum Ekonomiczne w Chełmie. W 1990 została absolwentką Wydziału Prawa i Administracji Uniwersytetu Gdańskiego, w 2003 ukończyła aplikację kontrolerską. Kształciła się podyplomowo w zakresie zamówień publicznych na Uniwersytecie Gdańskim oraz w zakresie audytu wewnętrznego i kontroli zarządczej na Politechnice Gdańskiej. Na ostatniej z uczelni wykładała też na studiach podyplomowych.
W latach 1994–1998 pracowała w Urzędzie Kontroli Skarbowej, następnie od 1999 do 2001 Izbie Skarbowej w Gdańsku. Od 2001 związana z tamtejszą delegaturą Najwyższej Izby Kontroli. Przechodziła szczeble awansu od specjalisty kontroli państwowej, głównego specjalisty, doradcy ekonomicznego aż do radcy prezesa. W ramach gdańskiej delegatury była kierownikiem ds. szkoleń i rzecznikiem prasowym. W 2018 została wybrana w skład Kolegium NIK. 26 września 2019 powołana na stanowisko wiceprezes Najwyższej Izby Kontroli (w momencie objęcia funkcji była jedynym zastępcą szefa i wykonywała obowiązki urlopowanego Mariana Banasia). 7 grudnia 2023 prezes Najwyższej Izby Kontroli, Marian Banaś, wniósł do komisji do Spraw Kontroli Państwowej o odwołanie Małgorzaty Motylow. Komisja pozytywnie zaopiniowała wniosek.
Odznaczona Srebrnym Krzyżem Zasługi (2018).